# 陳常
陳常 （1434年—？），字大倫，四川重慶府長壽縣人，民籍，七月初十日生，行四，國子生，治《詩經》，明朝政治人物。

## 生平
四川鄉試第五十二名舉人，年四十五歲中式成化十四年（1478年）戊戌科會試第二百六十名，第三甲第二百二十三名進士。

## 家族
曾祖陳卿，祖陳仕勝，父陳以先，嫡母楊氏；生母楊氏。慈侍下。兄述；□；濟。